# Malcolm Brogdon
Malcolm Moses Adams Brogdon (Norcross, Georgia, 11 de diciembre de 1992) es un baloncestista estadounidense que pertenece a la plantilla de los Washington Wizards de la NBA. Con 1,93 metros de estatura, juega en la posición de base o de escolta.

## Trayectoria deportiva

### Universidad
Jugó cuatro temporadas con los Cavaliers de la Universidad de Virginia, en la que promedió 13,3 puntos, 4,1 rebotes y 2,5 asistencias por partido. En sus tres últimas temporadas fue incluido en el mejor quinteto de la Atlantic Coast Conference, ganando en 2015 y 2016 el galardón a mejor jugadordefensivo de la conferencia, y el último año también el Premio al Jugador del Año de la ACC, siendo el primer Cavalier que lo recibía desde Ralph Sampson en los años 80, y el primero de la historia de la conferencia en repetir el mismo año el premio al mejor jugador absoluto y defensivo.
Fue además elegido en el segundo equipo consensuado All-American en 2015 y en el primero en 2016.

#### Estadísticas
| Año     | Equipo   | PJ  | PT  | MPP  | %TC  | %3P  | %TL  | RPP | APP | ROB | TPP | PPP  |
| ------- | -------- | --- | --- | ---- | ---- | ---- | ---- | --- | --- | --- | --- | ---- |
| 2011–12 | Virginia | 28  | 1   | 22.4 | .396 | .324 | .800 | 2.8 | 1.4 | .5  | .1  | 6.7  |
| 2013–14 | Virginia | 37  | 37  | 31.4 | .413 | .370 | .875 | 5.4 | 2.7 | 1.2 | .1  | 12.7 |
| 2014–15 | Virginia | 34  | 34  | 32.5 | .412 | .344 | .879 | 3.9 | 2.4 | .7  | .4  | 14.0 |
| 2015–16 | Virginia | 37  | 37  | 33.9 | .474 | .411 | .878 | 4.2 | 2.8 | .9  | .2  | 18.2 |
| Total   | Total    | 136 | 109 | 30.6 | .430 | .365 | .876 | 4.1 | 2.5 | .9  | .2  | 13.3 |

### Profesional
Fue elegido en la trigésimo sexta posición del Draft de la NBA de 2016 por Milwaukee Bucks. Debutó el 26 de octubre ante los Charlotte Hornets, logrando 8 puntos, 5 rebotes y 5 asistencias. Acabó su primera temporada promediando 10,2 puntos y 4,2 asistencias, que le valieron para ganar contra pronóstico el premio de Rookie del Año de la NBA. Se convirtió, junto a Kareem Abdul Jabbar, en uno de los dos únicos jugadores en lograr el galardón para la franquicia de los Bucks, y en el primero de toda la liga desde 1966 en lograrlo sin haber sido elegido en la primera ronda de su draft.
Tras dos temporadas más en Milwaukee, el 1 de julio de 2019, es traspasado a Indiana Pacers. Al término de la temporada 2019-20 le entregaron el Premio Mejor Ciudadano J. Walter Kennedy.
El 18 de octubre de 2021, acuerda una extensión de contrato con los Pacers por 2 años y $45 millones.
Tras tres temporadas en Indiana, el 1 de julio de 2022 es traspasado a Boston Celtics a cambio de Daniel Theis, Aaron Nesmith, Nik Stauskas, Malik Fitts y Juwan Morgan.
Al término de su primera temporada en Boston fue nombrado mejor sexto hombre de la liga.
El 1 de octubre de 2023, es traspasado junto a Robert Williams III, a Portland Trail Blazers, a cambio de Jrue Holiday.
El 26 de junio de 2024 es traspasado a Washington Wizards a cambio de Deni Avdija. En octubre de 2024 es operado de una rotura de ligamentos en el pulgar derecho, que le haría perderse en inicio de la temporada 2024-25.

## Estadísticas de su carrera en la NBA
|  | Líder de la liga |

### Temporada regular
| Año     | Equipo     | PJ  | PT  | MPP  | %TC  | %3P  | %TL  | RPP | APP | ROB | TPP | PPP  |
| ------- | ---------- | --- | --- | ---- | ---- | ---- | ---- | --- | --- | --- | --- | ---- |
| 2016-17 | Milwaukee  | 75  | 28  | 26.4 | .457 | .404 | .865 | 2.8 | 4.2 | 1.1 | .2  | 10.2 |
| 2017-18 | Milwaukee  | 48  | 20  | 29.9 | .485 | .385 | .882 | 3.3 | 3.2 | .9  | .3  | 13.0 |
| 2018-19 | Milwaukee  | 64  | 64  | 28.6 | .505 | .426 | .928 | 4.5 | 3.2 | .7  | .2  | 15.6 |
| 2019-20 | Indiana    | 54  | 54  | 30.9 | .438 | .326 | .892 | 4.9 | 7.1 | .6  | .2  | 16.5 |
| 2020-21 | Indiana    | 56  | 56  | 34.5 | .453 | .388 | .864 | 5.3 | 5.9 | .9  | .3  | 21.2 |
| 2021-22 | Indiana    | 36  | 36  | 33.5 | .448 | .312 | .856 | 5.1 | 5.9 | .8  | .4  | 19.1 |
| 2022-23 | Boston     | 67  | 0   | 26.0 | .484 | .444 | .870 | 4.2 | 3.7 | .7  | .3  | 14.9 |
| 2023-24 | Portland   | 39  | 25  | 28.7 | .440 | .412 | .819 | 3.8 | 5.5 | .7  | .2  | 15.7 |
| 2024-25 | Washington | 24  | 13  | 23.5 | .433 | .286 | .880 | 3.8 | 4.1 | .5  | .2  | 12.7 |
| Total   | Total      | 463 | 296 | 29.1 | .463 | .388 | .874 | 4.1 | 4.7 | .8  | .2  | 15.3 |

### Playoffs
| Año   | Equipo    | PJ | PT | MPP  | %TC  | %3P  | %TL  | RPP | APP  | ROB | TPP | PPP  |
| ----- | --------- | -- | -- | ---- | ---- | ---- | ---- | --- | ---- | --- | --- | ---- |
| 2017  | Milwaukee | 6  | 6  | 30.5 | .400 | .476 | –    | 4.3 | 3.5  | .5  | .3  | 9.0  |
| 2018  | Milwaukee | 7  | 5  | 26.6 | .436 | .263 | .800 | 3.4 | 2.4  | .1  | .0  | 8.7  |
| 2019  | Milwaukee | 7  | 2  | 28.3 | .449 | .378 | .636 | 4.9 | 3.4  | .7  | .1  | 13.0 |
| 2020  | Indiana   | 4  | 4  | 40.0 | .400 | .375 | .893 | 4.3 | 10.0 | 1.0 | .0  | 21.5 |
| 2023  | Boston    | 19 | 0  | 24.9 | .418 | .379 | .829 | 3.5 | 2.9  | .2  | .3  | 11.9 |
| Total | Total     | 43 | 17 | 27.9 | .421 | .378 | .821 | 3.9 | 3.7  | .4  | .2  | 12.0 |